# Форест Парк (Џорџија)
Форест Парк (Џорџија) (енгл. Forest Park) град је у америчкој савезној држави Џорџија. По попису становништва из 2010. у њему је живело 18.468 становника.

## Демографија
Према попису становништва из 2010. у граду је живело 18.468 становника, што је 2.979 (13,9%) становника мање него 2000. године.
| Група             | 2000.         | 2010.         |
| Белци             | 7.557 (35,2%) | 3.555 (19,2%) |
| Афроамериканци    | 8.018 (37,4%) | 6.964 (37,7%) |
| Азијати           | 1.282 (6,0%)  | 1.464 (7,9%)  |
| Хиспаноамериканци | 4.322 (20,2%) | 6.343 (34,3%) |
| Укупно            | 21.447        | 18.468        |